# Miriam Mafai
Miriam Mafai, (Florència, 2 febrer 1926 - Roma, 9 abril 2012), inscrita amb el nom de Maria, va ser una periodista, escriptora i política italiana, una de les fundadores del diari La Repubblica i durant trenta anys companya del líder històric del Partit Comunista Italià, Gian Carlo Pajetta

## Biografia
Miriam Mafai i les seves germanes Simona i Giulia, eren filles d'una parella de coneguts artistes del segle xx, el pintor Mario Mafai i la pintora, música i escultora Antonietta Raphaël, lituana d'origen jueu, fundadors del moviment artístic de l'Escola Romana, que les van educar en l'antifeixisme des de la dècada de 1930. Les tres germanes van portar el cognom de la mare fins que es va casar amb el seu pare el 1935. Amb la introducció de les lleis racials, el 1938, Miriam va haver d'abandonar l'escola secundària.
Després de l'Armistíci entre Italia i les forces aliades del 8 de setembre de 1943, Miriam va participar en la resistència antifeixista a Roma, distribuint opuscles contra l'ocupació alemanya i treballant, a partir de 1944, a l'oficina de premsa del recentment creat Ministeri de la Itàlia Ocupada, dirigit per Mauro Scoccimarro, on va conèixer Gian Carlo Pajetta, membre d'una delegació del Comitè d'Alliberament Nacional, de qui es va fer amiga i, uns anys més tard, companya. Després de la guerra, es va afiliar al Partit Comunista Italià i es va casar, en una cerimònia civil, amb Umberto Scalia, secretari de la Federació PCI de L'Aquila. De la seva unió van néixer la filla Sara i el fill Luciano.
A principis de la dècada de 1950 va ser regidora del municipi de Pescara, on era responsable de gestionar l'ajuda als desplaçats i necessitats. Aleshores va començar la seva carrera en el periodisme. A finals dels anys 1950, Miriam Mafai va fer de corresponsal a París per al setmanari Vie nuove; després va treballar per a L'Unità i des de mitjans de la dècada de 1960 fins al 1970 va ser directora de Noi donne; després va ser enviada a Paese Sera. Va contribuir al naixement del diari La Repubblica el 1976 i en va esdevenir editorialista. Des de 1983 fins a 1986 també va ser presidenta de la Federació Nacional de la Premsa Italiana.
El 1962 va iniciar una relació amb Gian Carlo Pajetta, quinze anys més gran que ella, que va durar fins a la mort d'ell el 1990. Sobre la seva relació, Miriam Mafai havia dit: «Entre un cap de setmana amb Pajetta i una investigació, sempre preferiré i decidiré, el segon». Des de la dècada de 1980, Miriam Mafai va  combinar el periodisme amb l'escriptura d'obres de no-ficció: L'home que somiava amb la lluita armada (1984), una biografia de Pietro Secchia; Pa negre. Dones i vida quotidiana a la Segona Guerra Mundial (1987); El llarg fred. Història de Bruno Pontecorvo, el científic que va triar l'URSS (1992), Premi Comisso, secció de Biografia; Adéu Botteghe Oscure. Com érem comunistes (Premi Cimitile el 1996); Oblidant Berlinguer (1996); La superació. Els anys extraordinaris del miracle econòmic 1958-1963 (1997); El silenci dels comunistes (2002). Finalment, el 2006 va publicar Diario italiano, una col·lecció d'editorials publicats a Repubblica a partir del 1976.
El 1994 es va afiliar al partit Aliança Democràtica i a les eleccions d'aquell any va ser elegida a la Cambra de Diputats, a la XII Legislatura, per la coalició de centreesquerra dels progressistes.
El 2005 va guanyar el Premi Montanelli pel seu treball dedicat al desenvolupament de la cultura italiana del segle xx, amb especial atenció al món de les dones. Al llarg de la seva carrera com a escriptora, aquesta atenció no va decaure mai: amb motiu del seu vuitantè aniversari va tenir l'oportunitat de declarar: «Sempre dic a les dones joves que no abaixin la guàrdia, mai se sap. Les conquestes de les dones són encara massa recents».

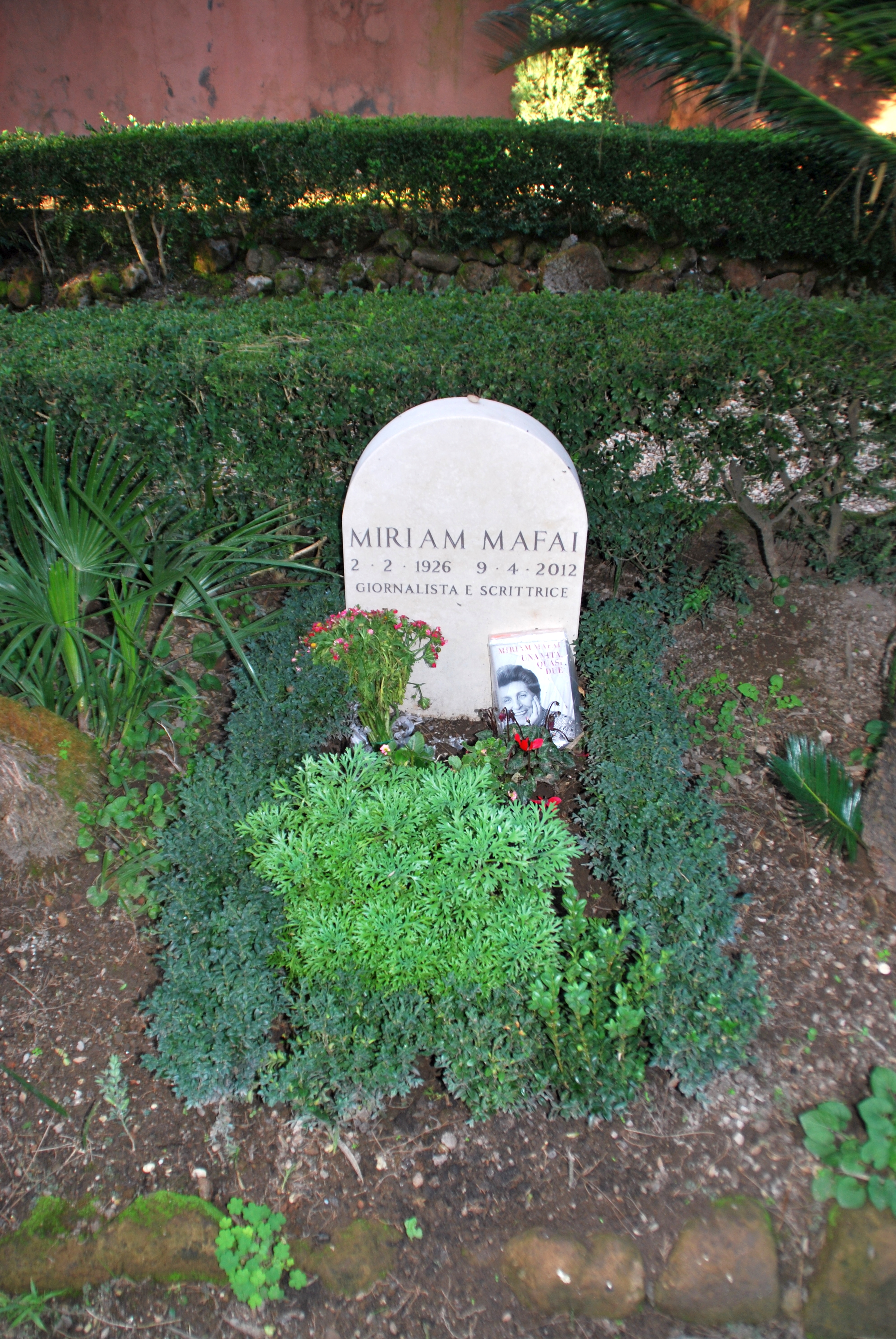
La tomba de Miriam Mafai al cementiri no catòlic de Roma

Entre els temes més interessants i actuals, Miriam Mafai va expressar la seva opinió sobre el divorci, l'avortament, els referèndums, la laïcitat de l'Estat, la llei de fecundació assistida i la condició de la dona, així com sobre les qüestions més generals de política i drets dels treballadors. Pel seu compromís social i en temes estimats per les dones, Eugenio Scalfari, fundador de la Repubblica, la va definir com «una dona laica i lliure» i de nou, referint-se a les seves experiències al Partit Comunista Italià als anys cinquanta, «una feminista en el partit més xovinista de tots». Malgrat aquesta forta tensió moral, sempre va saber combinar la força del seu compromís amb la dolçor del seu caràcter, que era seu, guanyant-se la definició de «molt forta i molt dolça» d'Ezio Mauro, director de La Repubblica en el moment de la seva mort.
Va morir a Roma el 9 d'abril de 2012. Al final de la cerimònia funerària, el taüt va ser incinerat al cementiri de Prima Porta. Les cendres es conserven ara al cementiri no catòlic de Roma.
El dia de la seva mort, el president de la República Italiana, Giorgio Napolitano, la va esmentar en un missatge oficial de condol, recordant la seva forta personalitat, el seu temperament moral, lliure de convencionalismes i partidismes, i el seu gran talent periodístic combinat amb la combativitat que li va permetre convertir-se en una escriptora significativa, estretament vinculada al moviment per l'emancipació femenina i, més generalment, a l'activitat política de l'esquerra italiana. El missatge conclou amb un record personal que subratlla la seva humanitat: «En recordar la sincera amistat que ens va unir durant tant de temps, la imatge de la seva humanitat apassionada, afectuosa i oberta roman molt viva a la meva ment».

## L'autobiografia
Durant anys, Miriam Mafai havia rebutjat invitacions de grans editorials per escriure la seva autobiografia, tanmateix, la malaltia la va fer canviar d'opinió i en l'últim període, va treballar amb tenacitat en la història de la seva vida, la d'una dona que va viure com a protagonista els grans esdeveniments les lluites de l'intens i turmentat segle xx. No va poder acabar el llibre que va quedar interromput en els esdeveniments de 1956, quan l'escriptora va deixar la seva feina al Partit Comunista i va tornar a París, un lloc molt estimat per a Mafai i els seus pares. El llibre titulat Una vida, gairebé dues, va ser publicat per Rizzoli. L'edició inclou un prefaci de la seva filla Sara Scalia i una introducció de Corrado Augias.

## Obres
- Roma fa cent anys, Roma, La Renovació, 1973.
- Lombardi, Milà, Feltrinelli, 1976.
- L'aprenentatge de la política. Dones italianes a la postguerra , Roma, Editori Riuniti, 1979.
- L'home que somiava amb la lluita armada. La història de Pietro Secchia , Milà, Rizzoli, 1984. ISBN 88-17-53498-6
- Pa negre. Les dones i la vida quotidiana a la Segona Guerra Mundial , Milà, Arnoldo Mondadori Editore, 1987. ISBN 88-04-29840-5
- El llarg fred. La història de Bruno Pontecorvo, el científic que va triar l'URSS , Milà, Mondadori, 1992. ISBN 88-04-33922-5
- La mossegada de la poma. Entrevistes sobre feminisme , amb Ginevra Conti Odorisio i Gianna Schelotto, Rionero in Vulture, Calice, 1993.
- Dones italianes. Qui és al segle XX? , editat per, Milà, Rizzoli, 1993. ISBN 88-17-84229-X
- Botigues fosques, adéu. Com érem comunistes , Milà, Mondadori, 1996. ISBN 88-04-41051-5
- Oblida't de Berlinguer. L'esquerra italiana i la tradició comunista , Roma, Donzelli editor, 1996. ISBN 88-7989-291-6
- L'avançament. Els anys extraordinaris del miracle econòmic, 1958-1963 , Milà, Mondadori, 1997. ISBN 88-04-40062-5
- El silenci dels comunistes, amb Vittorio Foa i Alfredo Reichlin, Torí, editor Einaudi, 2002. ISBN 88-06-16353-1
- Diari italià, 1976-2006, Roma-Bari, Laterza editrice, 2006. ISBN 88-420-8097-7
- Una vida, gairebé dues, Milà, Rizzoli, 2012. ISBN 978-88-17-06090-5

## Dedicatòries
- Amb motiu del desè aniversari de la seva mort, una avinguda de Villa Doria-Pamphili, a Roma, prop de la casa on la periodista va viure durant molts anys, va rebre el nom de Miriam Mafai.[13]